# Beethoven i Mozart
Wolfgang Amadeus Mozart va exercir una gran influència en les obres de Ludwig van Beethoven. Beethoven coneixia moltes de les obres de Mozart i va compondre moltes de les seves pròpies obres basant-se en les del compositor austríac. A més, és possible que els dos compositors es coneguessin d'haver coincidit a Viena l'any 1787, encara que existeixen opinions diverses sobre el que va passar exactament.

## Beethooven i Mozart a Viena
Ludwig van Beethoven podria haver conegut Wolfgang Amadeus Mozart durant el seu viatge a Viena el 1787. Existeixen nombrosos documents, basats en proves circumstancials, sobre aquesta trobada. On sí que hi ha més consens és en les dates. En primer lloc, la visita fou breu, amb una durada d'unes tres setmanes. En segon lloc, Beethoven va tornar a Bonn, almenys en part, a causa de l'estat de salut de la seva mare; estava greument malalta de tuberculosi i va morir el juliol d'aquell mateix any. Beethoven tenia un pare alcohòlic gairebé incapacitat i dos germans menors, per la qual cosa és comprensible que se sentís obligat a tornar a casa. És clar que la documentació escrita sobre aquesta visita de Beethoven és molt pobre.
Respecte al que podria haver succeït, el biògraf del segle xix, Otto Jahn, relata la següent anècdota:
Beethoven va fer la seva aparició a Viena com un prometedor jove músic la primavera de 1787, però només va poder quedar-s'hi un breu període. Li van presentar a Mozart i va tocar per a ell a petició seva. Mozart, considerant que la peça interpretada havia estat estudiada prèviament, es va mostrar una mica fred en les seves expressions d'admiració. Observant això, Beethoven va demanar interpretar un tema improvisat i, inspirat per la presència del mestre que tant reverenciava, va interpretar de manera que a poc a poc va anar captant la total atenció de Mozart i fent callar als presents, va dir emfàticament, "Recordin el seu nom, aquest jove farà parlar al món!"
Lamentablement, Jahn no diu d'on va treure aquesta informació, esmentant només que "m'ho va comunicar a Viena algú autoritzat". No existeix corroboració d'aquesta història en cap document contemporani (per exemple, una carta de Beethoven o un record d'algun contemporani de Beethoven). Potser, com a resultat, els erudits de l'època semblaven reticents a propagar la història de Jahn. En particular, el Grove Dictionary of Music and Musicians no esmenta aquest fet i narra la història de la següent manera:
A la primavera de 1787 Beethoven va visitar Viena. A falta de documents, segueixen sent incerts els objectius del viatge i els motius pels quals es va realitzar, però sembla no haver-hi cap dubte que es va reunir amb Mozart i potser va rebre unes quantes lliçons d'ell.
Maynard Solomon, que ha escrit biografies investigant sobre Mozart i Beethoven, tampoc esmenta la història de Jahn. En lloc d'això, ofereix una possibilitat més controvertida; Mozart podria haver fet una prova a Beethoven i no l'acceptés:
Beethoven a Bonn s'està preparant per ser el successor de Mozart i [un grup d'influents nobles] l'han enviat a Viena... per avançar en aquest propòsit. No obstant això, Beethoven, amb 16 anys, encara no estava preparat per estar sol. A instàncies del seu pare, el jove virtuós va abandonar Viena després de només dues setmanes i va tornar a casa en un estat de desànim per l'estat de salut de la seva mare i, potser, encara més pel rebuig de Mozart, que estava més preocupat en els seus propis assumptes, incloent-hi la seva preocupant situació financera i no va poder considerar seriosament la possibilitat d'agafar un altre alumne, encara que aquest tingués un gran talent i estigués recolzat per eminents patrons.
Solomon passa a enumerar altres assumptes que ocupaven tot el temps de Mozart: la mort imminent del seu pare, una visita a Praga, l'inici dels treballs sobre Don Giovanni i la composició d'"una gran quantitat d'obres". A més, en aquest moment Mozart ja tenia un alumne de nou anys que vivia a casa, Johann Nepomuk Hummel. Finalment, assenyala que Beethoven va tornar a Viena, però només el 1792, després de la mort de Mozart el 5 de desembre de 1791. Una altra hipòtesi que, segons sembla, és compatible amb totes les proves documentals existents (que no siguin els informes sense proves de Jahn) és que Mozart i Beethoven, simplement, mai es van trobar.
Independentment de quina d'aquestes hipòtesis és veritable, sembla que la primera visita de Beethoven a Viena fou a l'inici d'un moment poc feliç del compositor. El Grove Dictionary of Music and Musicians apunta en el sentit següent:
| « | La primera carta de supervivència [de Beethoven], a un membre d'una família dels Augsburg que havia fet amistat amb ell durant el seu camí [a Viena], descriu els esdeveniments de malenconia d'aquell estiu i insinua... la seva mala salut i la depressió. | » |

## Influència de les composicions de Mozart a Beethoven
El treball de Mozart influí en Beethoven; aquest és un fet indiscutible. Per posar un exemple, com la Simfonia núm. 40 de Mozart inspira la composició de la Simfonia núm. 5 de Beethoven; aquest fet pot ser observat en els quaderns de dibuix de Beethoven, on va copiar una seqüència de l'obra de Mozart que va adaptar a la seva pròpia simfonia. També es creu que algunes obres de Beethoven presenten models directes si es comparen amb les obres de Mozart. Per exemple, Charles Rosen veu el Concert en do menor K. 491 de Mozart com un model per al Concert per a piano núm. 3 de Beethoven, en la mateixa tonalitat,; també en el Quintet de vent amb piano K. 452, comparable amb el Quintet de vent amb piano, op. 16, i el Quartet de corda núm. 18, K. 464, amb el Quartet de corda en la major, op. 18 núm. 5. Beethoven també va escriure una cadència (WoO 58) del primer i tercer moviment del Concert per a piano núm. 20 de Mozart, així com quatre variacions sobre temes de Mozart.